# Toyota Ha:mo

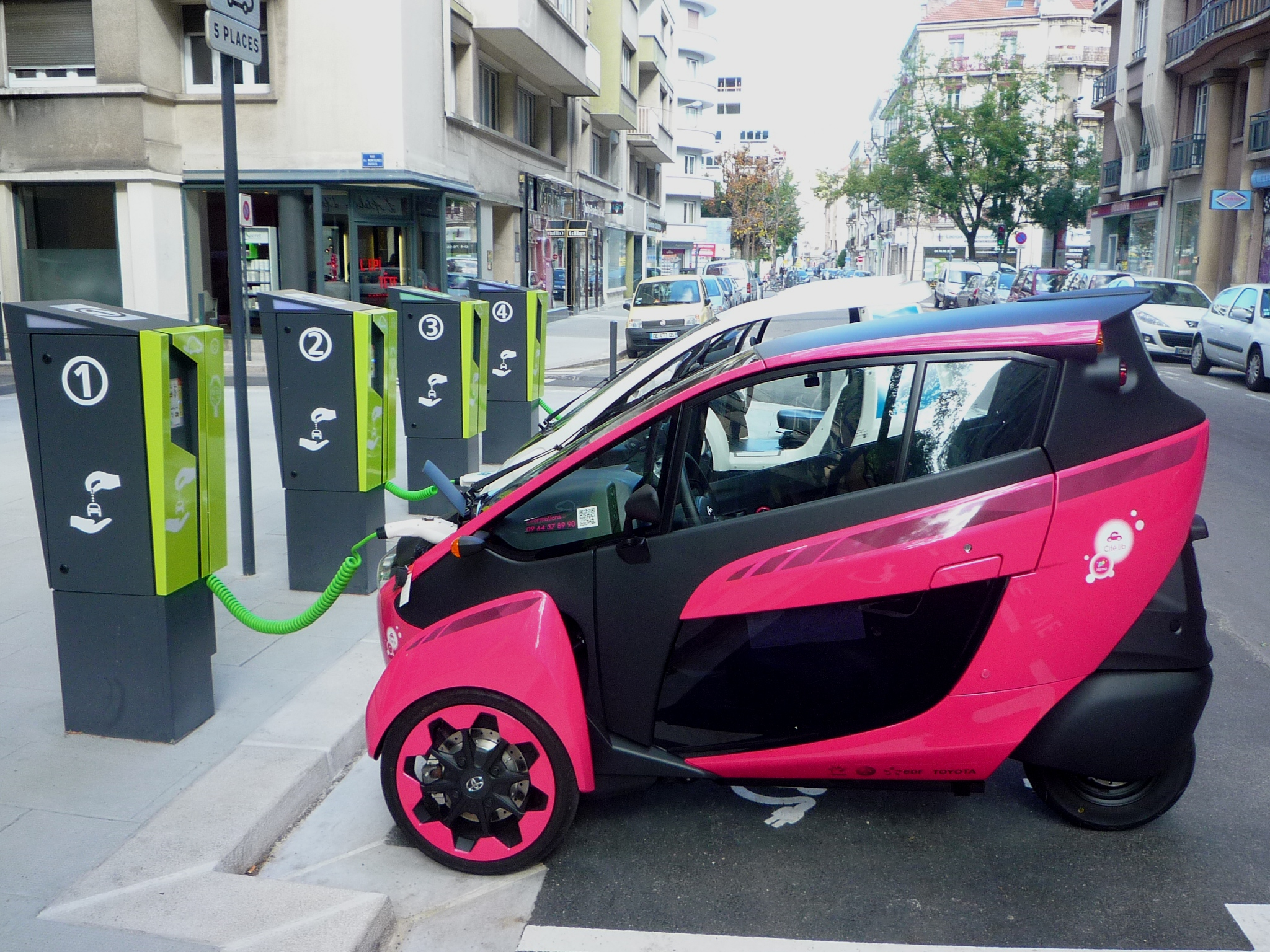
Toyota i-Road w systemie car-sharingowym Cité lib by Ha:mo w Grenoble

Toyota Ha:mo (od Harmonious Mobility) – system organizacji komunikacji miejskiej, integrujący wynajem krótkoterminowy publicznych pojazdów elektrycznych z komunikacją miejską. Drugim filarem systemu jest portal dostępny w przeglądarce i jako aplikacja mobilna, podpowiadający najlepsze kombinacje połączeń i środków transportu, uwzględniający środki komunikacji miejskiej oraz rozlokowane w różnych punktach miasta automatyczne punkty odbioru pojazdów. Portal oraz aplikacja mobilna umożliwiają zarezerwowanie pojazdu w wybranym punkcie.
Najczęściej używanym pojazdem w systemie wynajmu krótkoterminowego Ha:mo jest Toyota i-Road, niewielki, trójkołowy pojazd łączący cechy samochodu i skutera. W systemach Ha:mo wykorzystywane jest też elektryczny mikrosamochód COMS produkowany przez Toyota Auto Body.
Do tej pory (październik 2015) Ha:mo został wdrożony jako pilotażowy program w trzech miastach – Toyota City, Grenoble i Tokio.
Toyota deklaruje, że "Celem projektu Ha:Mo jest próba zorganizowania niskoemisyjnego, indywidualnego transportu miejskiego, tj. produkującego minimalne ilości spalin, bez ograniczenia mobilności społeczeństwa. Program ma prowadzić do efektywnego zwiększenia mobilności dzięki nowym osiągnięciom technologii. W ramach Ha:mo Toyota stale rozwija badania nad superkompaktowymi pojazdami elektrycznymi, służącymi do poruszania się po mieście na krótkich dystansach".